# Tzuyu
Zhou Zi Yú (周子瑜; Tainan, Taiwan, 14 de juny del 1999) és model, cantant, ballarina i membre del grup femení de K-pop Twice —més coneguda com Tzuyu. És la Maknae del grup, és a dir, la més jove de les membres, i la única de nacionalitat taiwanesa.

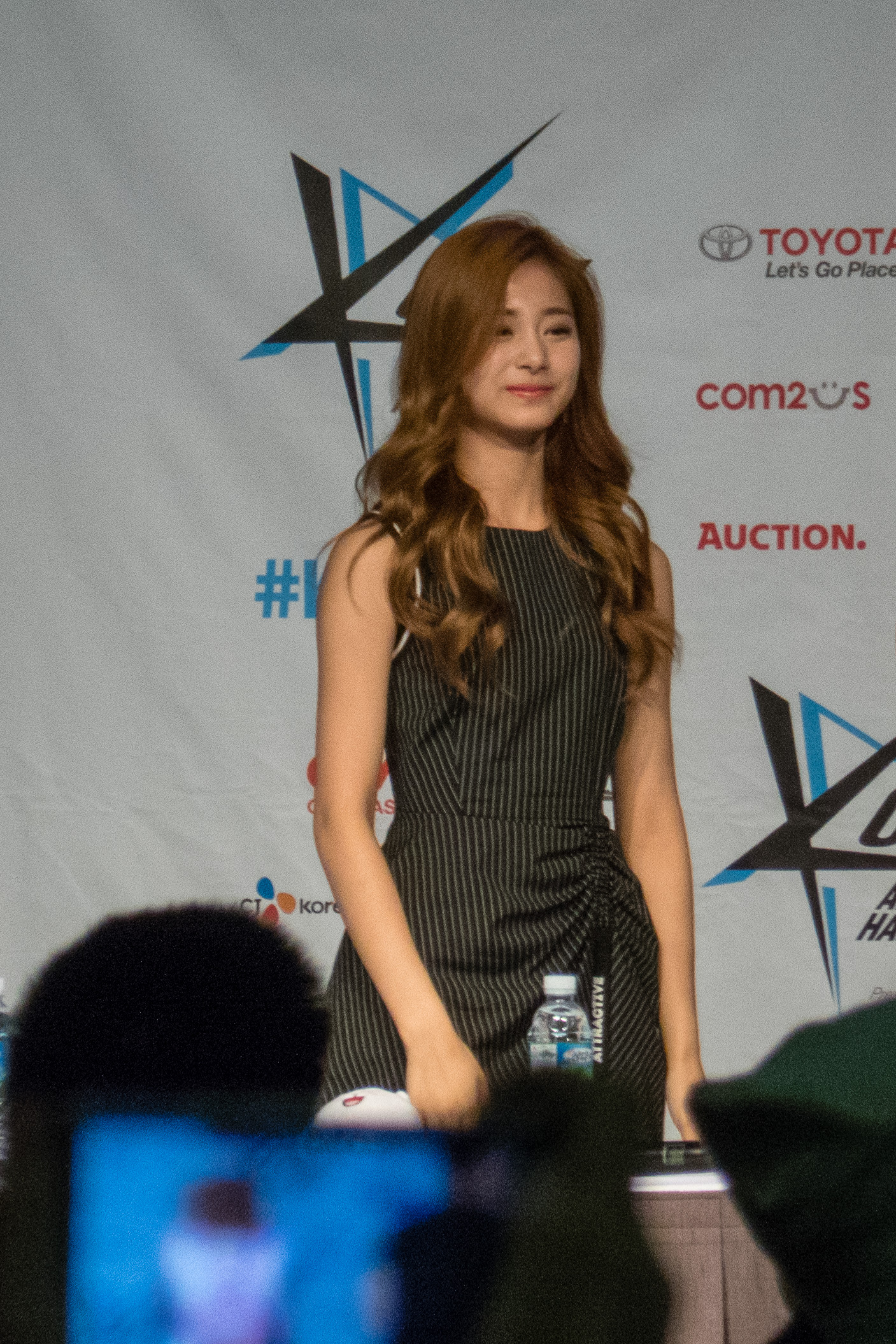
Tzuyu del grup TWICE a la reunió de fans de KCON (2016, LA).

Tzuyu va néixer en una família rica de Taiwan, ja que la seva mare és una accionista d'un hospital important al país.
L'empresa de JYP Entertainment contactà amb Tzuyu en veure un vídeo on ella i les seves companyes sortien ballant i cantant (en un concurs de talents de la seva escola), i que després es va penjar a Internet.